# Carlos Emanuel Soares Tavares
Carlos Emanuel Soares Tavares ou Carlitos (Almada, 23 de abril de 1985) é um futebolista profissional cabo-verdiano que atua como defensor.

## Carreira
Carlitos representou o elenco da Seleção Cabo-Verdiana de Futebol no Campeonato Africano das Nações de 2015.